# Niilo Keränen
Niilo Johannes Keränen, född 19 maj 1950 i Taivalkoski, är en finländsk politiker (Centern). Han var ledamot av Finlands riksdag 1999–2003 och 2015–2019. Keränen är medicinalråd och författare.
Keränen blev invald i riksdagen i riksdagsvalet 2015 med 5 696 röster från Uleåborgs valkrets.

## Utmärkelser
- Riddartecknet av I klass av Finlands Lejons orden,  6 december 2003[3]

[Redigera Wikidata]